# Црква Светог архангела Михаила у Раму
Црква Светог архангела Михаила у Раму, насељеном месту на територији општине Велико Градиште припада Епархији браничевској Српске православне цркве.